# Haveje
"Haveje" er en sang skrevet og komponeret af Jacob Haugaard, men gjort berømt af Kim Larsen, efter han inkluderede den i filmen Midt om natten fra 1983.

## Komposition
Sangen er skrevet og komponeret af Jacob Haugaard og produceret af Poul Bruun. Ifølge Jacob Haugaard bad Kim Larsen om lov til at bruge sangen, efter at Haugaard havde varmet op for det til lejligheden gendannede Gasolin' på Gorilla Galla-turnén i 1982, hvor blandt andre Frede Fup, Troels Trier og Lone Kellermann også optrådte.
I 2019 ændrede Haugaard sætningen "...min kone har en skønhedsklinik, inde midt i et neger-distrikt", til "...min kone har en skønhedsklinik, inde midt i et fattigt distrikt" fordi han mente tiden var løbet fra den oprindelige sangtekst. Samtidig sagde han at han ikke mente Larsen ville have ændret teksten.

## Personel
Følgende er en liste over de personer der var med til at indspille sangen:
- Kim Larsen - Sang, guitar
- Jacob Haugaard - tekstforfatter og komponist
- Jan Lysdahl - Kor, trommer
- Henning Pold - Kor, flasker
- Thomas Grue - Guitar
- Søren Wolff - Synthesizer, guitar, orgel
- Phil Barrett - Guitar
- Claus Naur - El-bas
- Jens Walther - Programmering
- Poul Bruun - Producer

## Hitlister
| Hitlister (2018)       | Højeste placering |
| ---------------------- | ----------------- |
| Danmark (Track Top-40) | 37                |